# Can Torroella (Ullastret)
Can Torroella és un edifici civil al municipi d'Ullastret catalogat l'Inventari del Patrimoni Arquitectònic de Catalunya. Masia de pla rectangular, coberta a dues vessants sobre els murs més llargs; el sector meridional amb teulada a més baix nivell que la resta. A la façana principal, orientada al sud-est, hi destaquen les obertures decorades gòtico-renaixentistes. La portalada és d'arc de mig punt i grans dovelles; a la clau, dins un relleu heràldic hi figuren incises quatre eines agrícoles. Damunt la porta s'obre un gran finestral geminat, sense mainell; els dos aquests conopials tenen d'intradós un complicat arabesc calat; central al damunt hi ha un baix relleu on dos angelots simulen sostenir un ressalt heràldic dins del qual hi ha rastres d'una inscripció amb caràcters gòtics ja pràcticament esborrada. Una motllura, a manera de trencaaigües, ressegueix el contorn del llindar i acaba, a l'altura de la llum de l'obertura, amb dues mènsules que afiguren testes humanes alades: el conjunt és rematat al cim de tot, per una àguila en relleu, amb les ales esteses. Al sector oriental del mur hi ha una altra finestra d'arc de mig punt, decoració d'arabesc calat i impostes amb tema floral.
Al mur posterior nord-oest, hi destaca una finestra coronella gòtica, geminada, d'arquets de mig punt i mainell de fina columneta i capitell ornat amb fullatge i rosetes al cimaci tema que es repeteix a les impostes. A la vora hi ha una altra finestra, de simple arc conopial i l'altra d'èpoques més tardanes, uns coberts a la façana, un cos perpendicular al mur posterior i un allargament vers el sud-oest. A l'interior hi ha voltes de canó de rebles i morter. La distribució del pis se centra a la sala major, modernament compartimentada i amb el sostre reformat. Les portes que la comuniquen amb altres estances presenten senzilles ornamentacions. Una d'elles és d'arc de mig punt emmarcat per motllures amb detalls de tema vegetal. Les Finestres conserven els festejadors.